# Høsterkøb Kirke
Høsterkøb Kirke er opført som annekskirke til Birkerød Kirke og blev indviet 5. juni 1908.
I august 2018 blev Høsterkøb, efter sognedeling, til sit eget sogn med Høsterkøb Kirke som eneste kirke.
Annemette Norsker er pr. 2024 ansat som sognepræst i Høsterkøb Kirke.
Kirken har en naturkirkegård, som blev etableret i 1933.

## Eksterne kilder og henvisninger
- Høsterkøb Kirke i Den Store Danske på Lex.dk
- Høsterkøb Kirke hos KortTilKirken.dk
- Høsterkøb Kirke hos danmarkskirker.natmus.dk (Danmarks Kirker, Nationalmuseet)